# Elecciones provinciales de Santiago del Estero de 2005
Las elecciones generales de la provincia de Santiago del Estero de 2005 tuvieron lugar el 27 de febrero con el objetivo de restaurar las instituciones provinciales tras la intervención federal realizada por el presidente Néstor Kirchner en abril de 2004 que depuso al cuestionado régimen de Carlos Juárez y Mercedes Aragonés de Juárez. Gerardo Zamora, de la Unión Cívica Radical, se presentó como candidato de una coalición que incluía a los radicales, varios partidos provinciales y peronistas disidentes, el Frente Cívico por Santiago, que obtuvo la victoria con el 46.5% de los votos, contra 39.8% de José Oscar Figueroa, del Partido Justicialista. El Frente Cívico obtuvo 24 de los 50 diputados provinciales. Zamora fue juramentado el 23 de marzo de ese mismo año. Fue la primera derrota del justicialismo en Santiago del Estero desde la época de la proscripción.
Luego de asumir, Zamora convocó a elecciones para el 17 de julio para elegir 50 convencionales, con el objetivo de redactar una nueva constitución provincial. El Frente Cívico por Santiago conformó el Frente de Unidad Santiagueña, ganando con el 90% y obteniendo 45 de los 50 convencionales. La participación fue extremadamente baja, alcanzando apenas un 40%.

## Renovación legislativa
- 50 diputados provinciales:
  - 22 diputados elegidos en distrito único por sistema proporcional.
  - 28 diputados elegidos por el sistema de lista incompleta, en cada una de las circunscripciones electorales en que se divide la Provincia.

| Circunscripción | Departamentos                                                                      | Diputados | Diputados | Diputados | Mapa |
| Circunscripción | Departamentos                                                                      | Totales   | Mayoría   | Minoría   | Mapa |
| --------------- | ---------------------------------------------------------------------------------- | --------- | --------- | --------- | --- |
| 1ª              | - Juan Francisco Borges - Silípica - Guasayán                                      | 8         | 5         | 3         | 1ª Circunscripción 2ª Circunscripción 3ª Circunscripción 4ª Circunscripción 5ª Circunscripción 6ª Circunscripción |
| 2ª              | - Banda - Robles - San Martín - Sarmiento                                          | 4         | 3         | 1         | 1ª Circunscripción 2ª Circunscripción 3ª Circunscripción 4ª Circunscripción 5ª Circunscripción 6ª Circunscripción |
| 3ª              | - Atamisqui - Choya - Loreto - Ojo de Agua - Quebrachos                            | 4         | 3         | 1         | 1ª Circunscripción 2ª Circunscripción 3ª Circunscripción 4ª Circunscripción 5ª Circunscripción 6ª Circunscripción |
| 4ª              | - Alberdi - Copo - Juan Felipe Ibarra - Moreno                                     | 4         | 3         | 1         | 1ª Circunscripción 2ª Circunscripción 3ª Circunscripción 4ª Circunscripción 5ª Circunscripción 6ª Circunscripción |
| 5ª              | - Jiménez - Pellegrini - Río Hondo                                                 | 4         | 3         | 1         | 1ª Circunscripción 2ª Circunscripción 3ª Circunscripción 4ª Circunscripción 5ª Circunscripción 6ª Circunscripción |
| 6ª              | - Avellaneda - Aguirre - Belgrano - Mitre - Rivadavia - Salavina - General Taboada | 4         | 3         | 1         | 1ª Circunscripción 2ª Circunscripción 3ª Circunscripción 4ª Circunscripción 5ª Circunscripción 6ª Circunscripción |

## Resultados

### Gobernador y vicegobernador
| Fórmula                                   | Fórmula               | Partido               | Partido                                     | Votos   | %     |
| Gobernador                                | Vicegobernador        | Partido               | Partido                                     | Votos   | %     |
| ----------------------------------------- | --------------------- | --------------------- | ------------------------------------------- | ------- | ----- |
| Gerardo Zamora                            | Emilio Rached         |                       | Frente Cívico por Santiago                  | 156.301 | 46,48 |
| José Oscar Figueroa                       | Humberto Salim        |                       | Partido Justicialista                       | 133.874 | 39,81 |
| Héctor Ruiz                               | Ricardo Dalale        |                       | Movimiento Santiago Viable                  | 32.693  | 9,72  |
| Mario Castillo                            | Leticia Mabel Bravo   |                       | Izquierda Unida                             | 3.661   | 1,09  |
| Eduardo Ávila                             | Juan Rovarini         |                       | Partido Unión por el Futuro                 | 2.539   | 0,76  |
| María Imelda Ramos                        | Gustavo Fornés        |                       | Memoria y Participación                     | 2.202   | 0,65  |
| Andrea Ruiz                               | Ricardo Brunet        |                       | Partido Obrero                              | 1.808   | 0,54  |
| Juan Rafael                               | Daniel Yocca          |                       | Frente Reformador para el Cambio (PI - PDC) | 1.246   | 0,37  |
| Aldo Bravo                                | Lilian Teresa Soukop  |                       | Partido Socialista                          | 1.173   | 0,35  |
| Elizabet Rodríguez                        | Víctor Carabajal      |                       | Partido Progreso Social                     | 765     | 0,23  |
| Votos positivos                           | Votos positivos       | Votos positivos       | Votos positivos                             | 336.262 | 97,83 |
| Votos en blanco                           | Votos en blanco       | Votos en blanco       | Votos en blanco                             | 3.738   | 1,09  |
| Votos nulos                               | Votos nulos           | Votos nulos           | Votos nulos                                 | 1.674   | 0,49  |
| Votos recurridos                          | Votos recurridos      | Votos recurridos      | Votos recurridos                            | 1.430   | 0,42  |
| Votos impugnados                          | Votos impugnados      | Votos impugnados      | Votos impugnados                            | 624     | 0,18  |
| Participación                             | Participación         | Participación         | Participación                               | 343.728 | 65,84 |
| Electores registrados                     | Electores registrados | Electores registrados | Electores registrados                       | 522.101 | 100   |
| Mesas escrutadas: 1.410 de 1.429 (98,67%) |                       |                       |                                             |         |       |
| Fuente:                                   |                       |                       |                                             |         |       |

### Cámara de Diputados
| Partido                                   | Partido                                     | Votos   | %     | Bancas | Electos |
| ----------------------------------------- | ------------------------------------------- | ------- | ----- | ------ | --- |
|                                           | Frente Cívico por Santiago                  | 149.532 | 44,98 | 23/50  | Ver electos: - Ángel Niccolai - Mirta Pastoriza - Martín Díaz Achával - Susana Julián - Pedro Aniceto Rojas - Nancy Noemí Coria - Guillermo Luna Herrera - Elena del Carmen Rizo Patrón - Carolina Alejandra Wilhelem - Juan Bautista Navarro - Juanita Deborah Machado - Abelardo Octavio Cisterna - Juana Emma Chávez - Manuel Humberto Juárez - Shirley Lili Julián - Castor Carlos Felipe López - Elba Rubí Cordero - Oscar Céspedes - Mabel Alejandra Jiménez - Emilio Alfredo Assefh - Silvia Antonia Borlone - Oscar Ángel Don - Blanca Felisa Porcel              |
|                                           | Partido Justicialista                       | 132.173 | 39,76 | 22/50  | Ver electos: - Ramiro López Bustos - César Eusebio Iturre (h) - Susana Graciela Elías Jerez - Osvaldo Salomón - Enrique Avila - Gabriela Alejandra Ortiz - Gladis Elizabeth Font - Antonio Calabrese - Manuel Antonio Yorbandi - María Delgado de Suárez - Mariela Silvia Castillo - José Ramón Nazar - Graciela Aguilar de Alvarado - Sandra del Valle Generoso - Ángel Adalberto Llamazares - Alba Alicia del Valle Pavón - Pedro Eugenio Simón - Cristina Mónica González - Daniel Manzano - Carlos Ramón Grigueli - Ada Itúrrez de Cappellini - Luis Alberto González |
|                                           | Movimiento Santiago Viable                  | 32.637  | 9,82  | 5/50   | Ver electos: - José Walter Fares Ruiz - Juliana de Jesús Enríquez - Juan Carlos Lencina - Ana Corradi - Mario Edgardo Bianqueri |
|                                           | Izquierda Unida                             | 5.075   | 1,53  |        | |
|                                           | Partido Unión por el Futuro                 | 3.956   | 1,19  |        | |
|                                           | Memoria y Participación                     | 3.501   | 1,05  |        | |
|                                           | Partido Obrero                              | 1.817   | 0,55  |        | |
|                                           | Frente Reformador para el Cambio (PI - PDC) | 1.543   | 0,46  |        | |
|                                           | Partido Socialista                          | 1.385   | 0,42  |        | |
|                                           | Partido Progreso Social                     | 837     | 0,25  |        | |
| Votos positivos                           | Votos positivos                             | 332.456 | 98,17 |        | |
| Votos en blanco                           | Votos en blanco                             | 3.573   | 1,06  |        | |
| Votos nulos                               | Votos nulos                                 | 1.225   | 0,36  |        | |
| Votos recurridos                          | Votos recurridos                            | 789     | 0,23  |        | |
| Votos impugnados                          | Votos impugnados                            | 624     | 0,18  |        | |
| Participación                             | Participación                               | 338.667 | 64,87 |        | |
| Electores registrados                     | Electores registrados                       | 522.101 | 100   |        | |
| Mesas escrutadas: 1.410 de 1.429 (98,67%) |                                             |         |       |        | |
| Fuente:                                   |                                             |         |       |        | |

### Convención Constituyente
| Partido                  | Partido                                                 | Votos   | %     | Bancas | Electos |
| ------------------------ | ------------------------------------------------------- | ------- | ----- | ------ | --- |
|                          | Frente de Unidad Santiagueña                            | 156.625 | 87,04 | 45/50  | Ver electos: - Frente Cívico: - Raúl Osvaldo Ayuch - Ramona Elvira Barrera - Daniel Agustín Brué - María Emma de las Mercedes Caballero de Arges - Pilar Cabezas de Curet - María Dolores Carabajal - Ricardo Daniel Daives - Susana M. de Arzuaga - Héctor Rodolfo Díaz Zanoni - Norma Isabel Fuentes - Patricia Marcela Gadda - Sara García - Efrén Gastaminza - José Gelid - Yolanda Patricia Larcher - Magdalena del Valle Leguizamón - Lucía Teresita López Prieto - Horacio Enerio Lugones - Miriam Elizabet Martínez - Darío Santiago Nassif - Mario Nassif - Matilde O'Mill - Vicente Oddo - Cristian Rodolfo Oliva - Abel Enrique Tévez - Roxana María Zavaleta de Cornelli - Partido Justicialista: - Rosendo Allub - Mario Alvarado - Javier José Baudino - María Pía Danielssen - Horacio Figueroa - Silvia Mónica Gallo - Mónica Liliana Garamona - Lía Teresa Goitea de Meossi - Mario Jorge Habra - Humberto Antonio Herrera - Víctor Hugo Ledesma - Lidia del Carmen Melián - Daniel Alberto Milki - César Walter Suárez - Juan Manuel Suffloni - Alejandra Voss de López Bustos - Movimiento Santiago Viable: - María Soledad Arnedo - Héctor Alberto Juri - Verónica Alejandra Larcher |
|                          | Movimiento Socialista de los Trabajadores - Teresa Vive | 9.066   | 5,04  | 2/50   | - Leticia Mabel Bravo - Mario Augusto Castillo |
|                          | Frente Multisectorial (PS-PDC-PCA)                      | 8.011   | 4,45  | 2/50   | - Nora Estela Loto - Luis Guillermo Garay |
|                          | Partido Obrero                                          | 3.900   | 2,17  | 1/50   | - Nicolás Alfonso Basualdo |
|                          | Movimiento de Integración y Desarrollo                  | 2.349   | 1,31  |        | |
| Votos positivos          | Votos positivos                                         | 179.951 | 96,67 |        | |
| Votos en blanco          | Votos en blanco                                         | 4.326   | 2,32  |        | |
| Votos nulos              | Votos nulos                                             | 1.317   | 0,71  |        | |
| Votos recurridos         | Votos recurridos                                        | 386     | 0,21  |        | |
| Votos impugnados         | Votos impugnados                                        | 177     | 0,10  |        | |
| Participación            | Participación                                           | 186.157 | 35,41 |        | |
| Electores registrados    | Electores registrados                                   | 525.755 | 100   |        | |
| Mesas escrutadas: 99,58% |                                                         |         |       |        | |
| Fuente:                  |                                                         |         |       |        | |